# Kroktjärnen (Vilhelmina socken, Lappland, 716766-157705)
Kroktjärnen är en sjö i Vilhelmina kommun i Lappland och ingår i Ångermanälvens huvudavrinningsområde. Sjön har en area på 0,091 kvadratkilometer och ligger 532,9 meter över havet. Kroktjärnen ligger i Gransjömyrarna Natura 2000-område.

## Delavrinningsområde
Kroktjärnen ingår i det delavrinningsområde (716629-157578) som SMHI kallar för Namn saknas. Medelhöjden är 503 meter över havet och ytan är 9,15 kvadratkilometer. Det finns ett avrinningsområde uppströms, och räknas det in blir den ackumulerade arean 21,94 kvadratkilometer. Åsvattenbäcken som avvattnar avrinningsområdet har biflödesordning 4, vilket innebär att vattnet flödar genom totalt 4 vattendrag innan det når havet efter 339 kilometer. Avrinningsområdet består mestadels av skog (75 procent) och sankmarker (18 procent). Avrinningsområdet har 0,25 kvadratkilometer vattenytor vilket ger det en sjöprocent på 2,7 procent.